# Seriff és az idegenek
A Seriff és az idegenek (eredeti cím olaszul: Chissa perché... capitano tutte a me, angolul: Why Did You Pick On Me?) 1980-ban bemutatott olasz sci-fi vígjáték, amelynek főszereplője Bud Spencer. A film az 1979-ben bemutatott Seriff az égből című olasz film folytatása. Az élőszereplős játékfilm rendezője  Michele Lupo, producere Elio Scardamaglia. A forgatókönyvet Marcello Fondato és Francesco Scardamaglia írta, a zenéjét Guido és Maurizio de Angelis szerezte. A mozifilm a Leone Film gyártásában készült.
Olaszországban 1980. szeptember 25-én, Magyarországon 1982 augusztus 5-én mutatták be a mozikban.
A filmet Texas államban, Monroe és Fort Bliss városokban vették fel, szemben az előző résszel, amely Georgia állambeli Newnan-ben lett forgatva.

## Cselekmény
A dinamitöklű seriff, Hall (Bud Spencer) és az idegen bolygón született szőke kisfiú, H-7-25 (Cary Guffey) kalandjai folytatódnak. A seriff ezúttal sincs könnyű helyzetben, hiszen számtalan rendelkezés akadályozza abban, hogy felvegye a harcot az idegenek ellen, akik el akarják foglalni a Földet. A helyzetet tovább nehezíti, hogy már a rendőrség is idegen lények hatalma alatt áll. Így aztán a seriff is hamar börtönben találja magát és csak rendkívüli képességeinek, azaz az öklének köszönheti, hogy hamar szabadul.

## Szereplők
| Szereplő                                          | Színész                           | Magyar hang             |
| ------------------------------------------------- | --------------------------------- | ----------------------- |
| Hall seriff                                       | Bud Spencer                       | Bujtor István           |
| H-7-25 (Charlie Warren)                           | Cary Guffey                       | Székely Dávid           |
| Howard polgármester                               | Ferruccio Amendola                | Gálvölgyi János         |
| Az idegenek vezére                                | Claudio Undari                    | Haumann Péter           |
| Douard kapitány                                   | Carlo Reali                       | Velenczey István        |
| Seriff                                            | John Bartha                       | Képessy József          |
| Dinamit fivérek egyike / Maszkos huligán / Idegen | Giancarlo Bastianoni              | Várkonyi András         |
| Bárpultos                                         | Amedeo Leurini                    | Láng József             |
| Katona a bázison                                  | Lawrence Montaigne                | Szokolay Ottó           |
| Favágók                                           | Riccardo Pizzuti Lorenzo Fineschi | Balázs Péter Szabó Ottó |
| Börtönőr                                          | Salvatore Basile                  | Csurka László           |
| Gégemetsző nebántsvirág, a börtöntöltelék         | Burton Slade                      | Farkas Antal            |
| Másik idegen                                      | Giovanni Cianfriglia              | ?                       |
| Dinamit fivérek egyike                            | Paolo Figlia                      | ?                       |
| Bunkó Romeo, a börtöntöltelék                     | N/A                               | Dózsa László            |
| Tanácsadó doktor a katonai bázison                | N/A                               | Koroknay Géza           |
| Bankigazgató                                      | Edy Biagetti                      | Kránitz Lajos           |
| Bankrabló                                         | Pietro Torrisi                    | Verebély Iván           |
| Férfi a bankban                                   | N/A                               | Surányi Imre            |
| Doki                                              | Larry Quackenbush                 | Dobránszky Zoltán       |
| Magas börtönőr                                    | N/A                               | Felföldi László         |
| Polgármester                                      | N/A                               | Miklósy György          |
| Nő a mosdóban                                     | N/A                               | Dallos Szilvia          |
| Részeg a bárban                                   | Clayton Landey                    | Szakácsi Sándor         |
| Szétlapított ember a mosodában                    | N/A                               | Józsa Imre              |
| Tábornok                                          | N/A                               | Fülöp Zsigmond          |
| McCartney vezérőrnagy                             | N/A                               | Füzessy Ottó            |
| Néger katona a bázison                            | N/A                               | Antal László            |
| Tanácsadó doktor kollégája                        | N/A                               | Kiss László             |

## Televíziós megjelenések
RTL Klub, Film+, Film+ 2, Prizma TV / RTL+, Mozi+, TV2, Super TV2, Moziverzum, PRIME